# Stig (Einheit)
Der Stig, der Begriff steht für Korb, war ein schwedisches Gewichtsmaß für Holzkohle. Zwei Größen unterschied man. Ein großer Stig (Stor-Stig) war 1 ½ mal so viel wie ein Stig. Das Maß war genauso schwer wie die Last bei Steinkohle und wurde dem Volumen von 12 Tonnen Getreide oder 36 Kappar gleichgesetzt. Nach der Verordnung von 1739 wurde die Ware gehäuft gemessen. 
- 1 Stor-Stig = 18 Tonnen = 1 Skrinda (Wagen)

Ausnahmen:
- 1 Stig = 12 Tonnen = (zwischen 672 Kannen (kann) und 645,58 Kannen (muss) ) = etwa 1,6896 Kubikmeter
- im Handel 1 Stig = bis 24 Tonnen